# 塔爾薩縣
塔爾薩縣（英語：Tulsa County）是美国奧克拉荷馬州東北部的一個郡，面積1,520平方公里。根據2020年美國人口普查，人口總共66萬9,279人。縣治在塔爾薩。該縣成立於1850年，縣名來自克里克人的一個定居點 （原址在亚拉巴马州）。

## 城市
- 塔爾薩
- 斷箭城
- 奧瓦索
- 比克斯比
- 詹克斯